# فضيحة تيليجرام
فضيحة الدردشة Chatgate أو تسريبيات ريكي RickyLeaks، هي فضيحة سياسية جارية متورط فيها ريكاردو روسلو، حاكم بورتو ريكو، بدأت في 8 يوليو 2019، حيث تسربت مئات الصفحات لمجموعة دردشة على تطبيق تيليجرام بين روسلو وأعضاء سابقين وحاليين من موظفيه. اعتبرت الرسائل بذيئة، عنصرية، ومتخوفة من المثليين تجاه العديد من الأفراد والجماعات، وناقشت كيفية استخدام هؤلاء المسئولين للإعلام من أجل استهداف المعارضين السياسيين المحتملين. جاء التسريب وسط مزاعم أثارها وزير الخزانة الپورتو ريكي السابق، راؤول مالدونادو گوتيير، بأن وزارته تتباهى بكونها «مافيا مؤسسية» يشارك فيها روسلو. ظهرت التسريبات بعد عام من فضيحة سابقة، سُميت فضيحة واتساب، التي تورط فيها أعضاء آخرين من وزارة روسلو.

## المظاهرات
بدأت الاحتجاجات المطالبة باستقالة الحاكم عند عودته إلى بورتوريكو من فرنسا في 11 يوليو 2019 ، واستمرت حتى 22 يوليو. وخرجت الاحتجاجات الجماعية، التي وصلت إلى ذروتها في 17 يوليو بخروج ما يزيد عن 500.000 شخص.